# Arte vestível
No campo da Arte, o conceito de Arte Vestível foi utilizado no Brasil, no início dos anos 1990, como fundamentação do trabalho produzido então pela artista Verônica Alkmim França. Sem qualquer vínculo com grifes, seu trabalho opunha-se aos grandes lançamentos editoriais e inspirou as gerações futuras.

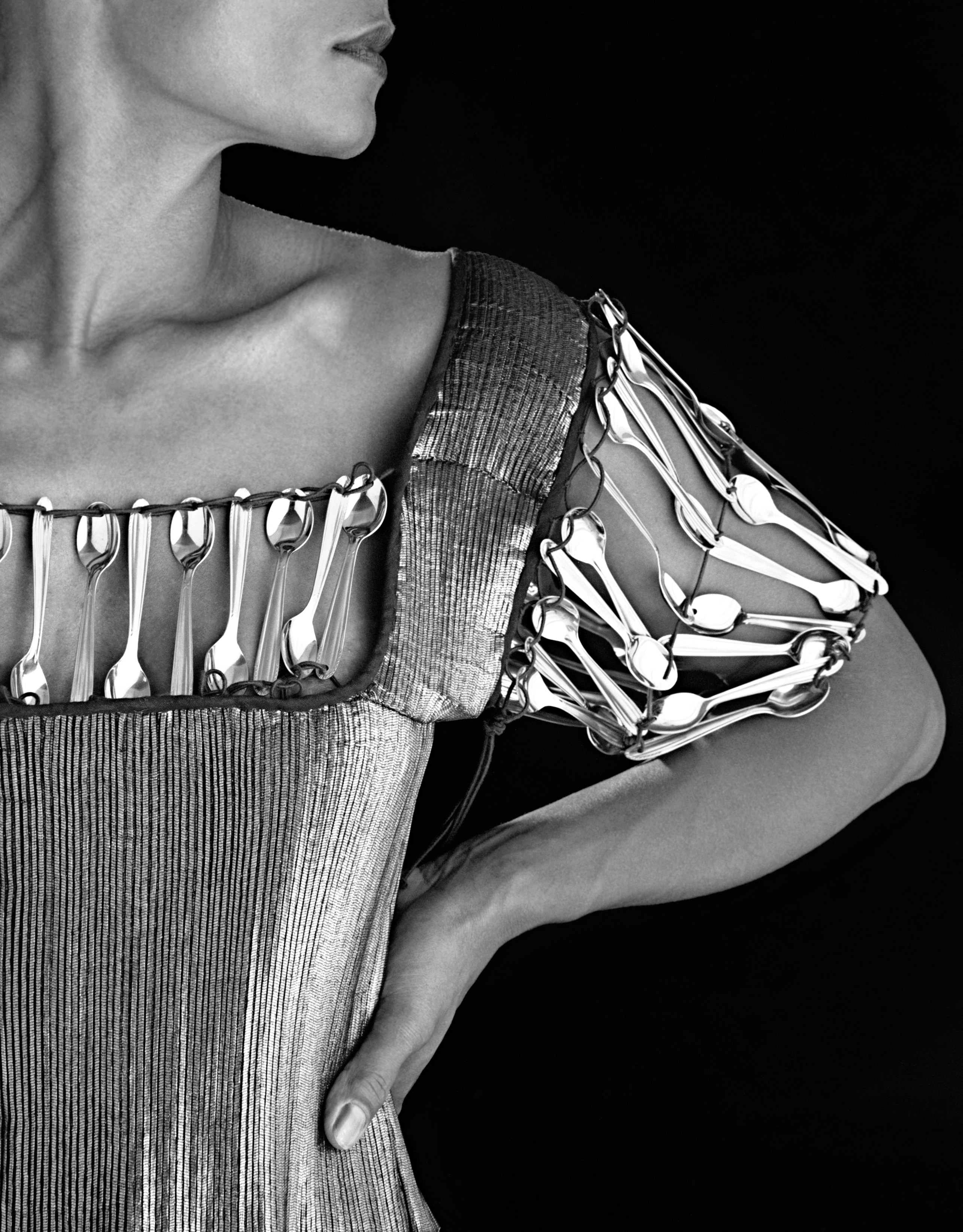
Obra de Arte vestível criada pela artista plástica Veronica Alkmim França.

Com esse conceito, Verônica recuperava a chamada Wearable Art, que havia se desenvolvido nos Estados Unidos, entre os anos 1960 e 1970, como uma área artística distinta tanto da Alta-costura quanto da Moda. Tratava-se, antes, de uma Art to Wear ou Fiber Art, que entendia a vestimenta como um paramento do corpo capaz de produzir seu envolvimento expressivo e transformador. Chamada, no Brasil, de Rouparte, essa manifestação artística forneceu as bases para a construção de uma linguagem própria, em que a roupa passava a ser concebida como um instrumento de sedução e de individualização, inédito e original, que não poderia ser repetido.
Com sua criatividade, Verônica Alkmim França criou um espaço original no campo da arte, ainda pouco explorado no país: ainda que Pietro Maria Bardi promovesse iniciativas relacionadas à moda desde a década de 1950, foi apenas em 1987 que se realizou, sob a organização da Paradoxart, galeria dedicada a Wearable Art em São Paulo, a primeira exposição da área no Museu de Arte de São Paulo.
A inovação de Verônica instaurou uma série de discussões que envolviam a fina fronteira que separa o design, a moda e a arte, e ela passou a apresentar seus trabalhos em exposições individuais, realizadas em museus e entidades culturais. Em 1991, inaugurou, na Fundação Cultural de Curitiba, sua primeira exposição Arte Vestível, posteriormente apresentada no Palácio das Artes, em Belo Horizonte (1992), na Fundação Cultural Oswald de Andrade, em São Paulo (1992), e no Museu Nacional do Traje, em Lisboa, Portugal (1997).